# 1885 aux échecs
| Années des échecs : 1882 - 1883 - 1884 - 1885 - 1886 - 1887 - 1888    |
| Décennies des échecs : 1850 - 1860 - 1870 - 1880 - 1890 - 1900 - 1910 |

Cet article présente les faits marquants de l'année 1885 aux échecs.

## Championnats nationaux
- Empire allemand : Isidor Gunsberg remporte le championnat du Congrès[1],[2].
- Canada : Pas de championnat[3].
- Écosse : Daniel Yarnton Mills remporte le championnat[4]
- Pays-Bas : Dirk van Foreest remporte le premier championnat, non officiel.

## Divers
- William Steinitz crée The International Chess Magazine aux États-Unis.

## Naissances
- Edward Lasker
- Karel Treybal
- Milan Vidmar

## Nécrologie
- En 1885 : Selim Franklin (en)
- 30 mars : Maarten van't Kruijs
- 29 août : Bernhard Horwitz
- 14 décembre : Ernst Falkbeer